# Oscar ai migliori costumi
L''Oscar' ai migliori costumi (Academy Award for Best Costume Design) viene assegnato ai costumisti votati come migliori dall'Academy of Motion Picture Arts and Sciences, cioè l'ente che assegna gli Academy Awards, i celebri premi conosciuti in Italia come premi Oscar.

## Vincitori e candidati
Vengono di seguito indicati in grassetto i vincitori. Ove ricorrente e disponibile, viene indicato il titolo in lingua italiana e quello in lingua originale tra parentesi. Gli anni indicati sono quelli in cui è stato assegnato il premio e non quello in cui è stato diretto il film.

### 1940
- 1949
  - Bianco e nero
    - Roger K. Furse - Amleto (Hamlet)
    - Irene - La moglie ricca (B. F.'s Daughter)

  - Colore
    - Dorothy Jeakins e Karinska - Giovanna d'Arco (Joan of Arc)
    - Edith Head e Gile Steele - Il valzer dell'imperatore (The Emperor Waltz)

### 1950
- 1950
  - Bianco e nero
    - Edith Head e Gile Steele - L'ereditiera (The Heiress)
    - Vittorio Nino Novarese - Il principe delle volpi (Prince of Foxes)

  - Colore
    - Leah Rhodes, Travilla e Marjorie Best - Le avventure di Don Giovanni (The Adventures of Don Juan)
    - Kay Nelson - L'adorabile intrusa (Mother Is a Freshman)
- 1951
  - Bianco e nero
    - Edith Head e Charles LeMaire - Eva contro Eva (All about Eve)
    - Jean Louis - Nata ieri (Born Yesterday)
    - Walter Plunkett - The Magnificent Yankee (The Magnificent Yankee)

  - Colore
    - Edith Head, Dorothy Jeakins, Gile Steele e Gwen Wakeling - Sansone e Dalila (Samson and Delilah)
    - Michael Whittaker - La rosa nera (The Black Rose)
    - Walter Plunkett e Arlington Valles - La saga dei Forsyte (That Forsyte Woman)
- 1952
  - Bianco e nero
    - Edith Head - Un posto al sole (A Place in the Sun)
    - Walter Plunkett e Gile Steele - Kind Lady (Kind Lady)
    - Charles LeMaire e Renié - Mariti su misura (The Model and the Marriage Broker)
    - Edward Stevenson e Margaret Furse - Un monello alla corte d'Inghilterra (The Mudlark)
    - Lucinda Ballard - Un tram che si chiama Desiderio (A Streetcar Named Desire)

  - Colore
    - Orry-Kelly, Walter Plunkett e Irene Sharaff - Un americano a Parigi (An American in Paris)
    - Charles LeMaire e Edward Stevenson - David e Betsabea (David and Bathsheba)
    - Helen Rose e Gile Steele - Il grande Caruso (The Great Caruso)
    - Herschel McCoy - Quo vadis (Quo Vadis)
    - Hein Heckroth - I racconti di Hoffmann (The Tales of Hoffmann)
- 1953
  - Bianco e nero
    - Helen Rose - Il bruto e la bella (The Bad and the Beautiful)
    - Charles LeMaire e Dorothy Jeakins - Mia cugina Rachele (My Cousin Rachel)
    - Edith Head - Gli occhi che non sorrisero (Carrie)
    - Sheila O'Brien - So che mi ucciderai (Sudden Fear)
    - Jean Louis - Trinidad (Affair in Trinidad)

  - Colore
    - Marcel Vertes - Moulin Rouge
    - Charles LeMaire - La dominatrice del destino (With a Song in My Heart)
    - Edith Head, Dorothy Jeakins e Miles White - Il più grande spettacolo del mondo (The Greatest Show on Earth)
    - Clave, Mary Wills e Madame Karinska - Il favoloso Andersen (Hans Christian Andersen)
    - Helen Rose e Gile Steele - La vedova allegra (The Merry Widow)
- 1954
  - Bianco e nero
    - Edith Head - Vacanze romane (Roman Holiday)
    - Walter Plunkett - L'attrice (The Actress)
    - Helen Rose e Herschel McCoy - La sposa sognata (Dream Wife)
    - Charles LeMaire e Renié - Schiava e signora (The President's Lady)
    - Jean Louis - Da qui all'eternità (From Here to Eternity)

  - Colore
    - Charles LeMaire e Emile Santiago - La tunica (The Robe)
    - Mary Ann Nyberg - Spettacolo di varietà (The Band Wagon)
    - Irene Sharaff - Chiamatemi Madame (Call Me Madam)
    - Charles LeMaire e Travilla - Come sposare un milionario (How To Marry a Millionaire)
    - Walter Plunkett - La Regina vergine (Young Bess)
- 1955
  - Bianco e nero
    - Edith Head - Sabrina
    - Georges Annenkov e Rosine Delamare - I gioielli di Madame de... (Madame de...)
    - Helen Rose - La sete del potere (Executive Suite)
    - Christian Dior - Stazione Termini (Stazione Termini)
    - Jean Louis - La ragazza del secolo (It Should Happen to You)

  - Colore
    - Sanzo Wada - La porta dell'inferno (Jigokumon)
    - Irene Sharaff - Brigadoon
    - Jean Louis, Mary Ann Nyberg e Irene Sharaff - È nata una stella (A Star Is Born)
    - Charles LeMaire, Travilla e Miles White - Follie dell'anno (There's No Business Like Show Business)
    - Charles LeMaire e René Hubert - Desiree
- 1956
  - Bianco e nero
    - Helen Rose - Piangerò domani (I'll Cry Tomorrow)
    - Beatrice Dawson - The Pickwick Papers
    - Jean Louis - L'ape regina (Queen Bee)
    - Edith Head - La rosa tatuata (The Rose Tattoo)
    - Tadaoto Kainoscho - I racconti della luna pallida d'agosto (Ugetsu)

  - Colore
    - Charles LeMaire - L'amore è una cosa meravigliosa (Love Is a Many-Splendored Thing)
    - Irene Sharaff - Bulli e pupe (Guys and Dolls)
    - Helen Rose - Oltre il destino (Interrupted Melody)
    - Edith Head - Caccia al ladro (To Catch a Thief)
    - Charles LeMaire e Mary Wills - Il favorito della grande regina (The Virgin Queen)
- 1957
  - Bianco e nero
    - Jean Louis - Una Cadillac tutta d'oro (The Solid Gold Cadillac)
    - Kohei Ezaki - I sette samurai (Shichinin no samurai)
    - Edith Head - Anche gli eroi piangono (The Proud and the Profane)
    - Helen Rose - I filibustieri della finanza (The Power and the Prize)
    - Charles LeMaire e Mary Wills - Gioventù ribelle (Teenage Rebel)

  - Colore
    - Irene Sharaff - Il re ed io (The King and I)
    - Miles White - Il giro del mondo in 80 giorni (Around the World in 80 Days)
    - Moss Mabry e Marjorie Best - Il gigante (Giant)
    - Cedric Gibbons, Hans Peters, Preston Ames, Edwin B. Willis e Marie De Matteis - Guerra e pace (War and Peace)
    - Edith Head, Ralph Jester, John Jensen, Dorothy Jeakins e Arnold Friberg - I dieci comandamenti (The Ten Commandments)
- 1958
  - Orry Kelly - Les Girls
  - Charles LeMaire - Un amore splendido (An Affair to Remember)
  - Edith Head e Hubert de Givenchy - Cenerentola a Parigi (Funny Face)
  - Jean Louis - Pal Joey
  - Walter Plunkett - L'albero della vita (Raintree County)
- 1959
  - Cecil Beaton - Gigi
  - Jean Louis - Una strega in paradiso (Bell, Book and Candle)
  - Ralph Jester, Edith Head e John Jensen - I bucanieri (The Buccaneer)
  - Charles LeMaire e Mary Wills - Un certo sorriso (A Certain Smile)
  - Walter Plunkett - Qualcuno verrà (Some Came Running)

### 1960
- 1960
  - Bianco e nero
    - Orry-Kelly - A qualcuno piace caldo (Some Like It Hot)
    - Edith Head - Il prezzo del successo (Career)
    - Charles LeMaire e Mary Wills - Il diario di Anna Frank (The Diary of Anne Frank)
    - Helen Rose - Gazebo (The Gazebo)
    - Howard Shoup - I segreti di Filadelfia (The Young Philadelphians)

  - Colore
    - Elizabeth Haffenden - Ben-Hur (Ben-Hur)
    - Adele Palmer - Donne in cerca d'amore (The Best of Everything)
    - Renié - Il grande pescatore (The Big Fisherman)
    - Edith Head - I cinque penny (The Five Pennies)
    - Irene Sharaff - Porgy and Bess
- 1961
  - Bianco e nero
    - Edith Head e Edward Stevenson - Un adulterio difficile (The Facts of Life)
    - Deni Vachlioti - Mai di Domenica (Never on Sunday)
    - Howard Shoup - Jack Diamond Gangster (The Rise and Fall of Legs Diamond)
    - Bill Thomas - I sette ladri (Seven Thieves)
    - Marik Vos - La fontana della vergine (Jungfrukällan)

  - Colore
    - Arlington Valles e Bill Thomas - Spartacus (Spartacus)
    - Irene Sharaff - Can Can (Can-Can)
    - Irene - Merletto di mezzanotte (Midnight Lace)
    - Edith Head - Pepe
    - Marjorie Best - Sunrise at Campobello
- 1962
  - Bianco e nero
    - Piero Gherardi - La dolce vita
    - Dorothy Jeakins - Quelle due (The Children's Hour)
    - Howard Shoup - Un pugno di fango (Claudelle Inglish)
    - Jean Louis - Vincitori e vinti (Judgment at Nuremberg)
    - Yoshirō Muraki - La sfida del samurai (Yojimbo)

  - Colore
    - Irene Sharaff - West Side Story
    - Bill Thomas - Babes in Toyland
    - Jean Louis - Il sentiero degli amanti (Back Street)
    - Irene Sharaff - Fior di loto (Flower Drum Song)
    - Edith Head e Walter Plunkett - Angeli con la pistola (Pocketful of Miracles)
- 1963
  - Bianco e nero
    - Norma Koch - Che fine ha fatto Baby Jane? (What Ever Happened to Baby Jane?)
    - Donfeld - I giorni del vino e delle rose (Days of Wine and Roses)
    - Ruth Morley - Anna dei miracoli (The Miracle Worker)
    - Denny Vachlioti - Fedra (Phaedra)
    - Edith Head - L'uomo che uccise Liberty Valance (The Man Who Shot Liberty Valance)

  - Colore
    - Mary Wills - Avventura nella fantasia (The Wonderful World of the Brothers Grimm)
    - Dorothy Jeakins - Capobanda (The Music Man)
    - Orry-Kelly - La donna che inventò lo strip-tease (Gypsy)
    - Bill Thomas - OK Parigi! (Bon Voyage!)
    - Edith Head - La mia geisha (My Geisha)
- 1964
  - Bianco e nero
    - Piero Gherardi - 8½
    - Edith Head - Strano incontro (Love with the Proper Stranger)
    - Travilla - Donna d'estate (The Stripper)
    - Bill Thomas - La porta dei sogni (Toys in the Attic)
    - Edith Head - Tra moglie e marito (Wives and Lovers)

  - Colore
    - Irene Sharaff, Vittorio Nino Novarese e Renié - Cleopatra
    - Donald Brooks - Il cardinale (The Cardinal)
    - Walter Plunkett - La conquista del West (How the West Was Won)
    - Piero Tosi - Il Gattopardo
    - Edith Head - Il mio amore con Samantha (A New Kind of Love)
- 1965
  - Bianco e nero
    - Dorothy Jeakins - La notte dell'iguana (The Night of the Iguana)
    - Edith Head - Madame P... e le sue ragazze (A House Is Not a Home)
    - Norma Koch - Piano... piano, dolce Carlotta (Hush...Hush, Sweet Charlotte)
    - Howard Shoup - Ho sposato 40 milioni di donne (Kisses for My President)
    - René Hubert - La vendetta della signora (The Visit)

  - Colore
    - Cecil Beaton - My Fair Lady
    - Margaret Furse - Becket e il suo re (Becket)
    - Tony Walton - Mary Poppins
    - Edith Head e Moss Mabry - La signora e i suoi mariti (What a Way to Go!)
    - Morton Haack - Voglio essere amata in un letto d'ottone (The Unsinkable Molly Brown)
- 1966
  - Bianco e nero
    - Julie Harris - Darling
    - Moss Mabry - I morituri (Morituri)
    - Howard Shoup - Smania di vita (A Rage to Live)
    - Bill Thomas e Jean Louis - La nave dei folli (Ship of Fools)
    - Edith Head - La vita corre sul filo (The Slender Thread)

  - Colore
    - Phyllis Dalton - Il dottor Zivago (Doctor Zhivago)
    - Vittorio Nino Novarese - Il tormento e l'estasi (The Agony and the Ecstasy)
    - Vittorio Nino Novarese e Marjorie Best - La più grande storia mai raccontata (The Greatest Story Ever Told)
    - Edith Head e Bill Thomas - Lo strano mondo di Daisy Clover (Inside Daisy Clover)
    - Dorothy Jeakins - Tutti insieme appassionatamente (The Sound of Music)
- 1967
  - Bianco e nero
    - Irene Sharaff - Chi ha paura di Virginia Woolf? (Who's Afraid of Virginia Woolf?)
    - Danilo Donati - Il Vangelo secondo Matteo
    - Danilo Donati - La mandragola
    - Helen Rose - Una donna senza volto (Mister Buddwing)
    - Jocelyn Rickards - Morgan matto da legare (Morgan!)

  - Colore
    - Elizabeth Haffenden e Joan Bridge - Un uomo per tutte le stagioni (A Man for All Seasons)
    - Jean Louis - Gambit - Grande furto al Semiramis (Gambit)
    - Dorothy Jeakins - Hawaii
    - Piero Gherardi - Giulietta degli spiriti
    - Edith Head - Il tramonto di un idolo (The Oscar)
- 1968
  - John Truscott - Camelot
  - Bill Thomas - Il più felice dei miliardari (The Happiest Millionaire)
  - Theadora Van Runkle - Gangster Story (Bonnie and Clyde)
  - Irene Sharaff e Danilo Donati - La bisbetica domata (The Taming of the Shrew)
  - Jean Louis - Millie (Thoroughly Modern Millie)
- 1969
  - Danilo Donati - Romeo e Giulietta
  - Margaret Furse - Il leone d'inverno (The Lion in Winter)
  - Phyllis Dalton - Oliver!
  - Morton Haack - Il pianeta delle scimmie (Planet of the Apes)
  - Donald Brooks - Un giorno... di prima mattina (Star!)

### 1970
- 1970
  - Margaret Furse - Anna dei mille giorni (Anne of the Thousand Days)
  - Ray Aghayan - Chicago Chicago (Gaily, Gaily)
  - Irene Sharaff - Hello, Dolly!
  - Edith Head - Sweet Charity - Una ragazza che voleva essere amata (Sweet Charity)
  - Donfeld - Non si uccidono così anche i cavalli? (They Shoot Horses, Don't They?)
- 1971
  - Vittorio Nino Novarese - Cromwell
  - Edith Head - Airport
  - Donald Brooks e Jack Bear - Operazione Crêpes Suzette (Darling Lili)
  - Bill Thomas - Il re delle isole (The Hawaiians)
  - Margaret Furse - La più bella storia di Dickens (Scrooge)
- 1972
  - Yvonne Blake e Antonio Castillo - Nicola e Alessandra (Nicholas and Alexandra)
  - Bill Thomas - Pomi d'ottone e manici di scopa (Bedknobs and Broomsticks)
  - Piero Tosi - Morte a Venezia
  - Margaret Furse - Maria Stuarda, regina di Scozia (Mary, Queen of Scots)
  - Morton Haack - I raptus segreti di Helen (What's the Matter with Helen?)
- 1973
  - Anthony Powell - In viaggio con la zia (Travels with My Aunt)
  - Anna Hill Johnstone - Il padrino (The Godfather)
  - Bob Mackie, Ray Aghayan e Norma Koch - La signora del blues (Lady Sings the Blues)
  - Paul Zastupnevich - L'avventura del Poseidon (The Poseidon Adventure)
  - Anthony Mendleson - Gli anni dell'avventura (Young Winston)
- 1974
  - Edith Head - La stangata (The Sting)
  - Marik Vos - Sussurri e grida (Viskningar och rop)
  - Piero Tosi - Ludwig
  - Donfeld - Tom Sawyer
  - Dorothy Jeakins e Moss Mabry - Come eravamo (The Way We Were)
- 1975
  - Theoni V. Aldredge - Il grande Gatsby (The Great Gatsby)
  - Anthea Sylbert - Chinatown
  - John Furness - Daisy Miller
  - Theadora Van Runkle - Il padrino - Parte II (The Godfather: Part II)
  - Tony Walton - Assassinio sull'Orient Express (Murder on the Orient Express)
- 1976
  - Ulla-Britt Soderlund e Milena Canonero - Barry Lyndon
  - Yvonne Blake e Ron Talsky - Milady - I quattro moschettieri (The Four Musketeers)
  - Ray Aghayan e Bob Mackie - Funny Lady
  - Henny Noremark e Karin Erskine - Il flauto magico (Trollflöjten)
  - Edith Head - L'uomo che volle farsi re (The Man Who Would Be King)
- 1977
  - Danilo Donati - Il Casanova di Federico Fellini
  - William Theiss - Questa terra è la mia terra (Bound for Glory)
  - Anthony Mendleson - Sarah Bernhardt - La più grande attrice di tutti i tempi (The Incredible Sarah)
  - Mary Wills - The Passover Plot (The Passover Plot)
  - Alan Barrett - Sherlock Holmes: soluzione settepercento (The Seven-per-cent Solution)
- 1978
  - John Mollo - Guerre stellari (Star Wars)
  - Edith Head e Burton Miller - Airport '77
  - Anthea Sylbert - Giulia (Julia)
  - Florence Klotz - Gigi (A Little Night Music)
  - Irene Sharaff - L'altra faccia di mezzanotte (The Other Side of Midnight)
- 1979
  - Anthony Powell - Assassinio sul Nilo (Death on the Nile)
  - Renie Conley - Caravans
  - Patricia Norris - I giorni del cielo (Days of Heaven)
  - Paul Zastupnevich - Swarm (The Swarm)
  - Tony Walton - I'm magic (The Wiz)

### 1980
- 1980
  - Albert Wolsky - All That Jazz - Lo spettacolo comincia (All That Jazz)
  - William Ware Theiss - Il ritorno di Butch Cassidy & Kid (Butch and Sundance: The Early Days)
  - Shirley Russell - Il segreto di Agatha Christie (Agatha)
  - Judy Moorcroft - Gli europei (The Europeans)
  - Piero Tosi e Ambra Danon - Il vizietto (La Cage aux Folles)
- 1981
  - Anthony Powell - Tess
  - Patricia Norris - The Elephant Man
  - Anna Senior - La mia brillante carriera (My Brilliant Career)
  - Jean-Pierre Dorleac - Ovunque nel tempo (Somewhere in Time)
  - Paul Zastupnevich - Ormai non c'è più scampo (When Time Ran Out)
- 1982
  - Milena Canonero - Momenti di gloria (Chariots of Fire)
  - Tom Rand - La donna del tenente francese (The French Lieutenant's Woman)
  - Shirley Russell - Reds
  - Bob Mackie - Spiccioli dal cielo (Pennies from Heaven)
  - Anna Hill Johnstone - Ragtime
- 1983
  - Bhanu Athaiya e John Mollo - Gandhi
  - Piero Tosi - La Traviata
  - Albert Wolsky - La scelta di Sophie (Sophie's Choice)
  - Elois Jenssen e Rosanna Norton - Tron
  - Patricia Norris - Victor Victoria
- 1984
  - Marik Vos - Fanny e Alexander
  - Joe I. Tompkins - La foresta silenziosa (Cross Creek)
  - William Ware Theiss - Il cuore come una ruota (Heart Like a Wheel)
  - Anne-Marie Marchand - Il ritorno di Martin Guerre (Le Retour de Martin Guerre)
  - Santo Loquasto - Zelig
- 1985
  - Theodor Pištěk - Amadeus
  - Jenny Beavan e John Bright - I bostoniani (The Bostonians)
  - Judy Moorcroft - Passaggio in India (A Passage to India)
  - Ann Roth - Le stagioni del cuore (Places in the Heart)
  - Patricia Norris - 2010 - L'anno del contatto (2010)
- 1986
  - Emi Wada - Ran
  - Aggie Guerard Rodgers - Il colore viola (The Color Purple)
  - Albert Wolsky - Il viaggio di Natty Gann (The Journey of Natty Gann)
  - Milena Canonero - La mia Africa (Out of Africa)
  - Donfeld - L'onore dei Prizzi (Prizzi's Honor)
- 1987
  - Jenny Beavan e John Bright - Camera con vista (A Room with a View)
  - Enrico Sabbatini - Mission (The Mission)
  - Theodora van Runkle - Peggy Sue si è sposata (Peggy Sue Got Married)
  - Anna Anni e Maurizio Millenotti - Otello
  - Anthony Powell - Pirati (Pirates)
- 1988
  - James Acheson - L'ultimo imperatore (The Last Emperor)
  - Dorothy Jeakins - The Dead - Gente di Dublino (The Dead)
  - Bob Ringwood - L'impero del sole (Empire of the Sun)
  - Jenny Beavan e John Bright - Maurice
  - Marilyn Vance Straker - Gli intoccabili (The Untouchables)
- 1989
  - James Acheson - Le relazioni pericolose (Dangerous Liaisons)
  - Milena Canonero - Tucker - Un uomo e il suo sogno (Tucker: The Man and His Dream)
  - Deborah Nadoolman - Il principe cerca moglie (Coming to America)
  - Patricia Norris - Intrigo a Hollywood (Sunset)
  - Jane Robinson - Il matrimonio di Lady Brenda (A Handful of Dust)

### 1990
- 1990
  - Phyllis Dalton - Enrico V (Henry V)
  - Elizabeth McBride - A spasso con Daisy (Driving Miss Daisy)
  - Gabriella Pescucci - Le avventure del Barone di Munchausen (The Adventures of Baron Munchausen)
  - Theodor Pištěk - Valmont
  - Joe I. Tompkins - Harlem Nights
- 1991
  - Franca Squarciapino - Cyrano de Bergerac
  - Milena Canonero - Dick Tracy
  - Gloria Gresham - Avalon
  - Maurizio Millenotti - Amleto (Hamlet)
  - Elsa Zamparelli - Balla coi lupi (Dances with Wolves)
- 1992
  - Albert Wolsky - Bugsy
  - Richard Hornung - Barton Fink - È successo a Hollywood (Barton Fink)
  - Corinne Jorry - Madame Bovary
  - Ruth Myers - La famiglia Addams (The Addams Family)
  - Anthony Powell - Hook - Capitan Uncino (Hook)
- 1993
  - Eiko Ishioka - Dracula di Bram Stoker (Bram Stoker's Dracula)
  - Jenny Beavan e John Bright - Casa Howard (Howards End)
  - Ruth Carter - Malcolm X
  - Sheena Napier - Un incantevole aprile (Enchanted April)
  - Albert Wolsky - Toys - Giocattoli (Toys)
- 1994
  - Gabriella Pescucci - L'età dell'innocenza (The Age of Innocence)
  - Jenny Beavan e John Bright - Quel che resta del giorno (The Remains of the Day)
  - Anna Biedrzycka-Sheppard - Schindler's List - La lista di Schindler
  - Janet Patterson - Lezioni di piano (The Piano)
  - Sandy Powell - Orlando
- 1995
  - Lizzy Gardiner e Tim Chappel - Priscilla, la regina del deserto (The Adventures of Priscilla, Queen of the Desert)
  - Jeffrey Kurland - Pallottole su Broadway (Bullets Over Broadway)
  - Colleen Atwood - Piccole donne (Little Women)
  - April Ferry - Maverick
  - Moidele Bickel - La Regina Margot (La Reine Margot)
- 1996
  - James Acheson - Restoration - Il peccato e il castigo (Restoration)
  - Jenny Beavan e John Bright - Ragione e sentimento (Sense and Sensibility)
  - Shuna Harwood - Riccardo III (Richard III)
  - Charles Knode - Braveheart - Cuore impavido (Braveheart)
  - Julie Weiss - L'esercito delle 12 scimmie (Twelve Monkeys)
- 1997
  - Ann Roth - Il paziente inglese (The English Patient)
  - Paul Brown - Angeli e insetti (Angels & Insects)
  - Ruth Myers - Emma
  - Alexandra Byrne - Hamlet
  - Janet Patterson - Ritratto di signora (The Portrait of a Lady)
- 1998
  - Deborah Lynn Scott - Titanic
  - Ruth E. Carter - Amistad
  - Dante Ferretti - Kundun
  - Janet Patterson - Oscar e Lucinda (Oscar and Lucinda)
  - Sandy Powell - Le ali dell'amore (The Wings of the Dove)
- 1999
  - Sandy Powell - Shakespeare in Love
  - Colleen Atwood - Beloved
  - Alexandra Byrne - Elizabeth
  - Judianna Makovsky - Pleasantville
  - Sandy Powell - Velvet Goldmine

### 2000
- 2000
  - Lindy Hemming - Topsy-Turvy - Sotto-sopra (Topsy-Turvy)
  - Jenny Beavan - Anna and the King (Anna and the King)
  - Colleen Atwood - Il mistero di Sleepy Hollow (Sleepy Hollow)
  - Gary Jones e Ann Roth - Il talento di Mr. Ripley (The Talented Mr. Ripley)
  - Milena Canonero - Titus
- 2001
  - Janty Yates - Il gladiatore (Gladiator)
  - Tim Yip - La tigre e il dragone (Wo hu cang long)
  - Rita Ryack - Il Grinch (How the Grinch Stole Christmas)
  - Anthony Powell - La carica dei 102 - Un nuovo colpo di coda - (102 Dalmatians)
  - Jacqueline West - Quills - La penna dello scandalo (Quills)
- 2002
  - Catherine Martin e Angus Strathie - Moulin Rouge!
  - Milena Canonero - L'intrigo della collana (The Affair of the Necklace)
  - Jenny Beavan - Gosford Park
  - Judianna Makovsky - Harry Potter e la pietra filosofale (Harry Potter and the Philosopher's Stone)
  - Ngila Dickson e Richard Taylor - Il Signore degli Anelli - La Compagnia dell'Anello (The Lord of the Rings: The Fellowship of the Ring)
- 2003
  - Colleen Atwood - Chicago
  - Julie Weiss - Frida
  - Sandy Powell - Gangs of New York
  - Ann Roth - The Hours
  - Anna Sheppard - Il pianista (The Pianist)
- 2004
  - Ngila Dickson e Richard Taylor - Il Signore degli Anelli - Il ritorno del re (The Lord of the Rings: The Return of the King)
  - Dien van Straalen - La ragazza con l'orecchino di perla (Girl with a Pearl Earring)
  - Ngila Dickson - L'ultimo samurai (The Last Samurai)
  - Wendy Stites - Master and Commander - Sfida ai confini del mare (Master and Commander: The Far Side of the World)
  - Judianna Makovsky - Seabiscuit - Un mito senza tempo (Seabiscuit)
- 2005
  - Sandy Powell - The Aviator
  - Alexandra Byrne - Neverland - Un sogno per la vita (Finding Neverland)
  - Colleen Atwood - Lemony Snicket - Una serie di sfortunati eventi (Lemony Snicket's a Series of Unfortunate Events)
  - Sharen Davis - Ray
  - Bob Ringwood - Troy
- 2006
  - Colleen Atwood - Memorie di una Geisha (Memoirs of a Geisha)
  - Arianne Phillips - Quando l'amore brucia l'anima (Walk the Line)
  - Gabriella Pescucci - La fabbrica di cioccolato (Charlie and the Chocolate Factory)
  - Sandy Powell - Lady Henderson presenta (Mrs. Henderson Presents)
  - Jacqueline Durran - Orgoglio e pregiudizio (Pride & Prejudice)
- 2007
  - Milena Canonero - Marie Antoinette
  - Chung Man Yee - La città proibita (Man cheng jin dai huang jin jia)
  - Patricia Field - Il diavolo veste Prada (The Devil Wears Prada)
  - Sharen Davis - Dreamgirls
  - Consolata Boyle - The Queen - La regina (The Queen)
- 2008
  - Alexandra Byrne - Elizabeth: The Golden Age
  - Albert Wolsky - Across the Universe
  - Jacqueline Durran - Espiazione (Atonement)
  - Marit Allen - La vie en rose (La Môme)
  - Colleen Atwood - Sweeney Todd - Il diabolico barbiere di Fleet Street (Sweeney Todd: The Demon Barber of Fleet Street)
- 2009
  - Michael O'Connor - La duchessa (The Duchess)
  - Danny Glicker - Milk
  - Jacqueline West - Il curioso caso di Benjamin Button (The Curious Case of Benjamin Button)
  - Catherine Martin - Australia
  - Albert Wolsky - Revolutionary Road

### 2010
- 2010
  - Sandy Powell - The Young Victoria
  - Janet Patterson - Bright Star
  - Catherine Leterrier - Coco avant Chanel - L'amore prima del mito (Coco avant Chanel)
  - Monique Prudhomme - Parnassus - L'uomo che voleva ingannare il diavolo (The Imaginarium of Doctor Parnassus)
  - Colleen Atwood - Nine
- 2011
  - Colleen Atwood - Alice in Wonderland (Alice in Wonderland)
  - Antonella Cannarozzi - Io sono l'amore (Io sono l'amore)
  - Jenny Beavan - Il discorso del re (The King's Speech)
  - Sandy Powell - The Tempest (The Tempest)
  - Mary Zophres - Il Grinta (True Grit)
- 2012
  - Mark Bridges - The Artist
  - Lisy Christl - Anonymous
  - Sandy Powell - Hugo Cabret (Hugo)
  - Michael O'Connor - Jane Eyre
  - Arianne Phillips - W.E. - Edward e Wallis (W.E.)
- 2013
  - Jacqueline Durran - Anna Karenina
  - Paco Delgado - Les Misérables
  - Joanna Johnston - Lincoln
  - Eiko Ishioka (nomination postuma) - Biancaneve (Mirror Mirror)
  - Colleen Atwood - Biancaneve e il cacciatore (Snow White and the Huntsman )
- 2014
  - Catherine Martin - Il grande Gatsby (The Great Gatsby)
  - Michael Wilkinson - American Hustle - L'apparenza inganna (American Hustle)
  - William Chang - The Grandmaster (Yut doi jung si)
  - Michael O'Connor - The Invisible Woman
  - Patricia Norris - 12 anni schiavo (12 Years a Slave)
- 2015
  - Milena Canonero - Grand Budapest Hotel (The Grand Budapest Hotel)[1]
  - Colleen Atwood - Into the Woods
  - Anna B. Sheppard e Jane Clive - Maleficent
  - Jacqueline Durran - Turner (Mr.Turner)
  - Mark Bridges - Vizio di forma (Inherent Vice)
- 2016
  - Jenny Beavan - Mad Max: Fury Road
  - Sandy Powell - Carol
  - Sandy Powell - Cenerentola (Cinderella)
  - Paco Delgado - The Danish Girl
  - Jacqueline West - Revenant - Redivivo (The Revenant)
- 2017
  - Colleen Atwood - Animali fantastici e dove trovarli (Fantastic Beasts and Where to Find Them)
  - Joanna Johnston - Allied - Un'ombra nascosta (Allied)
  - Consolata Boyle - Florence (Florence Foster Jenkins)
  - Madeline Funtaine - Jackie
  - Mary Zophres - La La Land
- 2018
  - Mark Bridges – Il filo nascosto (Phantom Thread)
  - Consolata Boyle – Vittoria e Abdul (Victoria & Abdul)
  - Jacqueline Durran – La bella e la bestia (Beauty and the Beast)
  - Jacqueline Durran – L'ora più buia (Darkest Hour)
  - Luis Sequeira – La forma dell'acqua - The Shape of Water (The Shape of Water)
- 2019
  - Ruth Carter – Black Panther
  - Mary Zophres – La ballata di Buster Scruggs (The Ballad of Buster Scruggs)
  - Sandy Powell – La favorita (The Favourite)
  - Sandy Powell – Il ritorno di Mary Poppins (Mary Poppins Returns)
  - Alexandra Byrne – Maria regina di Scozia (Mary Queen of Scots)

### 2020
- 2020
  - Jacqueline Durran - Piccole donne (Little Women)
  - Mark Bridges - Joker
  - Arianne Phillips - C'era una volta a... Hollywood (Once Upon a Time... in Hollywood)
  - Sandy Powell e Christopher Peterson - The Irishman
  - Mayes C. Rubeo - Jojo Rabbit
- 2021
  - Ann Roth - Ma Rainey's Black Bottom
  - Alexandra Byrne - Emma.
  - Massimo Cantini Parrini - Pinocchio
  - Bina Daigeler - Mulan
  - Trish Summerville - Mank
- 2022
  - Jenny Beavan - Crudelia (Cruella)
  - Massimo Cantini Parrini e Jaqueline Durran - Cyrano
  - Jaqueline West e Bob Morgan - Dune (Dune: Part One)
  - Luis Sequeira - La fiera delle illusioni - Nightmare Alley (Nightmare Alley)
  - Paul Tazewell - West Side Story
- 2023
  - Ruth E. Carter - Black Panther: Wakanda Forever
  - Mary Zophres - Babylon
  - Catherine Martin - Elvis
  - Shirley Kurata - Everything Everywhere All at Once
  - Jenny Beavan - La signora Harris va a Parigi (Mrs. Harris Goes to Paris)
- 2024
  - Holly Waddington - Povere creature! (Poor Things)
  - Jacqueline Durran - Barbie
  - Jacqueline West - Killers of the Flower Moon
  - Janty Yates e Dave Crossman - Napoleon
  - Ellen Mirojnick - Oppenheimer
- 2025
  - Paul Tazewell – Wicked
  - Lisy Christl – Conclave
  - Linda Muir – Nosferatu
  - Arianne Phillips – A Complete Unknown
  - Janty Yates e Dave Crossman – Il gladiatore II (Gladiator II)